# Applicatieserver

Een applicatieserver is een server die tot doel heeft applicatiecomponenten te herbergen en allerlei services aan die applicatiecomponenten aan te bieden.
De gedachte achter het concept van de applicatieserver is dat allerlei zaken zoals databasetoegang (toegang tot gegevensbestanden), interactie met gebruikersinterface, beveiliging en schaalbaarheid infrastructureel, dat wil zeggen buiten de applicatie zelf, opgelost worden, zodat de programmeur zich alleen nog maar bezig hoeft te houden met het programmeren van de 'business logica'. De applicatieserver zorgt ervoor dat de applicatie(s) die binnen de applicatieserver worden gedraaid gebruik kunnen maken van de diensten zoals die hiervoor beschreven zijn. Op deze manier hoeft niet elke applicatie zelf dit soort infrastructurele functionaliteit te implementeren, maar kan de functionaliteit van de applicatieserver worden hergebruikt.
Applicatieserver is een algemene term die niet precies omschreven is. Er zijn op dit moment (begin 2005) twee verschillende specificaties van applicatieservers: de J2EE specificatie van Sun Microsystems en het .NET framework van Microsoft.

## Software
Bekende infrastructurele software die men op een applicatieserver kan draaien is:
- Red Hat: WildFly (voorheen JBoss)
- IBM: WebSphere
- Oracle: OC4J, GlassFish (van Sun Microsystems) en WebLogic (van BEA)
- Borland: App Server
- Microsoft: .NET